# Михайловка (Никитинское сельское поселение)
Миха́йловка — посёлок в Новодеревеньковском районе Орловской области России. 
Административный центр Никитинского сельского поселения в рамках организации местного самоуправления и центр Никитинского сельсовета в рамках административно-территориального устройства.

## География
Посёлок находится в 9 км от районного центра Хомутово. Расположен в живописной лесистой местности на левом берегу реки Любовши недалеко от устья речки Переволочинки.

## Название
Название получено по храму Архангела Михаила, существовавшего предположительно с начала XVIII столетия. Второе название «Мансурово» — по фамилии владельцев села Мансуровых, живших здесь в 1728—1790 гг. После Октябрьской революции второе слово в названии упразднили и осталось просто «Михайловское». В настоящее время (2017) имеет статус посёлка.

## История
В начале XVIII века поселение принадлежало князю Ф. Ю. Ромодановскому. В 1712 году село купил князь В. М. Хилков. Затем появились помещики Мансуровы, Свербеевы. Каменную церковь построил в 1830 году помещик Д. Н. Свербеев. В 1895 году приход насчитывал более 4, 5 тысяч прихожан, в который входило само село и 16 близлежащих деревень: Барановка, Новая Барановка, Беляевка, Бобрик, Елагино, Жировка, Никитино, Никольское, Новое, Панфиловка, Погореловка, Подвысокое, Потаповка, Плоское, Раевка, Сырычевка. В 1915 году в самом селе насчитывалось 6 дворов. Имелась церковно-приходская школа.

## Население
| 1859 | 1915 | 2002 | 2010 |
| ---- | ---- | ---- | ---- |
| 95   | ↘26  | ↗403 | ↘376 |